# Chebbi, Hubli
Chebbi là một làng thuộc tehsil Hubli, huyện Dharwad, bang Karnataka, Ấn Độ.